# Đảng Dân chủ Xã hội Đức
Đảng Dân chủ Xã hội Đức (tiếng Đức: Sozialdemokratische Partei Deutschlands, gọi tắt: SPD), là một đảng phái chính trị lớn và lâu đời nhất nước Đức. Nó bắt nguồn từ Tổng hội Công nhân Đức (Allgemeiner Deutscher Arbeiterverein) thành lập năm 1863 tại Leipzig và Đảng Công nhân Dân chủ Xã hội (Sozialdemokratische Arbeiterpartei) thành lập năm 1869. Trong Quốc hội Liên bang Đức thứ 17 bắt đầu ngày 27 tháng 10 năm 2009 nó là đảng đối lập liên bang lớn nhất. Hiện tại nó tham dự vào chính phủ của 13 tiểu bang, trong đó 9 bang có bang trưởng là người của đảng SPD. Đảng SPD là thành viên của Đảng Dân chủ Xã hội Âu châu (Sozialdemokratische Partei Europas) (SPE) và Liên hiệp Xã hội chủ nghĩa Quốc tế (Sozialistische Internationale) (SI), một tổ chức quốc tế có sự tham gia của hơn 160 đảng và tổ chức từ tất cả các châu lục. Chủ tịch Đảng hiện tại là Martin Schulz.

## Lịch sử

Sự phát triển số lượng đảng viên

Tổng Hội Công nhân Đức (Allgemeiner Deutscher Arbeiterverein, ADAV), thành lập năm 1863, và Đảng Công nhân Dân chủ Xã hội (Sozialdemokratische Arbeiterpartei) thành lập năm 1869, nhập lại với nhau vào năm 1875, dưới cái tên là Đảng Công nhân Xã hội Chủ nghĩa (Sozialistische Arbeiterpartei Deutschlands, SAPD) qua một hội nghị được tổ chức tại Gotha (Cương lĩnh Gotha được biểu quyết tại đây). Từ năm 1878 cho tới 1890, bất cứ những nhóm họp nào để phổ biến nguyên tắc Xã hội chủ nghĩa đều bị cấm theo luật chống lại Xã hội chủ nghĩa (Sozialistengesetz) do thủ tướng Otto von Bismarck đề xướng, tuy nhiên các cá nhân trong đảng vẫn được phép ứng cử. Năm 1890, khi luật này bị hủy bỏ đảng đã đổi lấy cái tên mà hiện thời đang dùng. Qua các cuộc bầu cử quốc hội Đế quốc Đức vào năm 1893, 1898 và 1903 đảng SPD càng ngày càng giành được nhiều phiếu. Năm 1893 họ đạt được 23,3 %, đến năm 1903 đã trên 31 %.
Vào ngày 23 tháng 5 năm 2013, đảng Dân chủ Xã hội Đức (SPD) đã tổ chức lễ kỉ niệm 150 năm ra đời (1863-2013) tại thành phố Leipzig, cái nôi của đảng này. Trên 1600 khách mời, trong đó có nhiều chính khách Đức, Âu châu và quốc tế, như Thủ tướng Đức Angela Merkel, Tổng thống Đức Joachim Gauck, Tổng thống Pháp François Hollande, Chủ tịch Quốc hội Âu châu Martin Schulz...